# TP52
De Transpac 52 of TP52 is een klasse zeiljacht dat gebruikt wordt voor competitieve zeilwedstrijden. De klasse wordt sinds 2007 erkend door de ISAF, waardoor het ook een officieel wereldkampioenschap kent.

## Ontwerp
De TP52 werd ontworpen in 2001 op initiatief van particuliere zeilliefhebbers die zochten naar een relatief eenvoudig, lichtgewicht maar krachtig zeiljacht. Het moest voor twee doelen geschikt zijn: 
- Deelname aan de Transpacific Yacht Race
- Het varen van onderlinge wedstrijden op binnenwater, waarbij geen handicapsysteem meer nodig is om de winnaar te bepalen.

De romp van de TP52 is volledig van carbonfiber, waardoor het relatief weinig weegt (maximaal 1270 kilogram). Om het ontwerp eenvoudig te houden, is er niet gekozen voor het gebruik van een kantelkiel. De TP52 kan snelheden bereiken tot 60 km/u. Sinds de introductie van het jacht zijn de constructie-eisen enkele malen aangepast.
Aan boord is plaats voor 13 bemanningsleden en een gast, vaak de eigenaar of sponsor. De boot is geschikt voor zowel amateur- als professionele zeilers. Veel wedstrijden worden dan ook gevaren door een mengeling van sponsoren en particuliere eigenaren.

## Historie
In de eerste jaren na het ontwerp nam het aantal eigenaren en sponsors gestadig toe. In de zomer van 2004 kocht ook Juan Carlos, de koning van Spanje, een TP52; dit leidde tot een grote toestroom aan sponsors en eigenaren.

### Audi MedCup
In 2005 startte de Audi MedCup, een wedstrijdserie voor de TP52 in de Middellandse Zee. De  competitie bestond uit een aantal zeilwedstrijden die gedurende het seizoen worden gehouden in verschillende steden. Per wedstrijd kan een zeilteam punten verdienen, en aan het eind van de cyclus is de winnaar het team dat in het eindklassement bovenaan staat. 
De Audi MedCup is jarenlang de grootste competitie voor TP52's geweest, en een van de grotere zeilcompetities ter wereld qua budget. Vanwege een verschil van inzicht tussen de sponsor Audi en de raceorganisatie werd deze competitie eind 2011 opgeheven. 

### 52 Super Series
Drie leden van de TP52-klassenorganisatie - Doug DeVos, Alberto Roemmers en Skype-oprichter Niklas Zennström - bedachten een nieuwe competitie om het wegvallen van de MedCup op te vangen: de 52 Super Series. Deze wordt sinds 2012 gevaren. 
De 52 Super Series bestaat in feite uit twee competities: de US Super Series, gehouden aan de Amerikaanse oostkust in het voorjaar, en de Barclays Super Series, gehouden rondom de Middellandse Zee in de zomer. De winnaar van het eindklassement ontvangt de trofee, de Atlantic Cup.

## Wereldkampioenschap

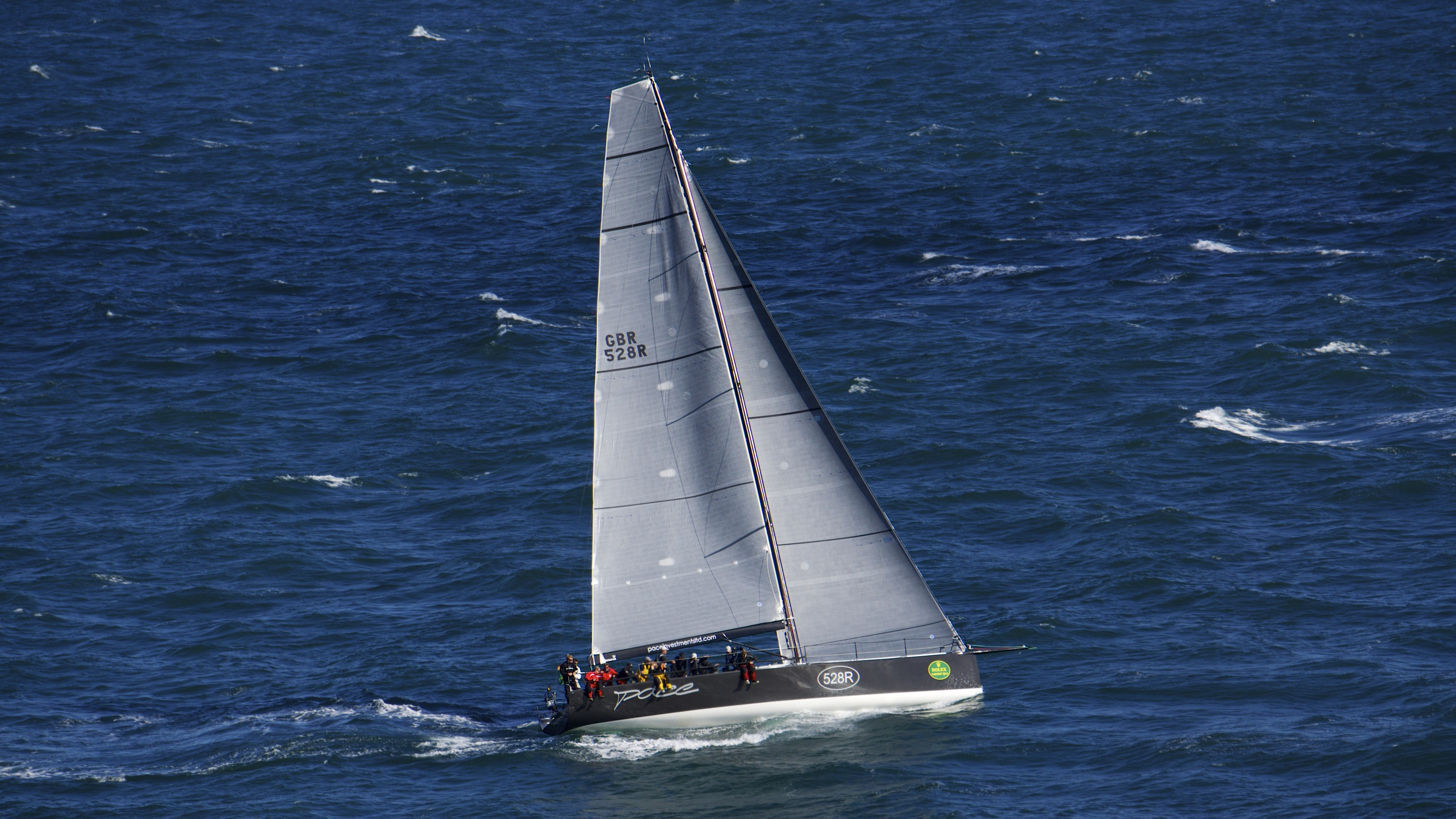
De TP52 "Pace" in 2013

Sinds 2006 wordt het wereldkampioenschap TP52 gevaren, die in 2008 een officiële status kreeg de ISAF. De uitslag van de kampioenswedstrijd telt ook mee voor het klassement van de reguliere competitie. Mede door de onregelmatigheden na het wegvallen van de MedCup is in 2012 ook geen kampioenschap gevaren.
| Jaar | Locatie      | Winnaar        | Schipper/eigenaar  |
| ---- | ------------ | -------------- | ------------------ |
| 2006 | Miami        | Patches        | Eamon Conneely     |
| 2007 | Porto Cervo  | Artemis        | Torbjörn Törnqvist |
| 2008 | Lanzarote    | Quantum Racing | Terry Hutchinson   |
| 2009 | Palma        | Matador        | Alberto Roemmers   |
| 2010 | Valencia     | Quantum Racing | Terry Hutchinson   |
| 2011 | Porto Cervo  | Quantum Racing | Ed Baird           |
| 2012 | Niet gevaren | Niet gevaren   | Niet gevaren       |
| 2013 | Miami        | Rán Racing     | Niklas Zennström   |
| 2014 | Porto Cervo  | Quantum Racing | Ed Baird           |